# Хайнце, Ян
Ян Хайнце (дат. Jan Heintze; род. 17 августа 1963, Торнбю, Копенгаген) — датский футболист, левый защитник.

## Карьера

### Клубная
Ян Хайнце начал карьеру в команде «Вордингборг», затем он играл за школу клуба «КБ», вместе с будущим партнёром по сборной Дании, Микаэлем Лаудрупом. В январе 1981 года он по велению своей матери перешёл в клуб «Каструп», где провёл 2 года.
В 1982 году Хайнце перешёл в ПСВ из Эйндховена, став играть на позиции левого вингера. В одном из матчей, его вынужденно поставили на позицию левого защитника, использовав его качества игры в атаке и защите, чтобы датчанин смог контролировать всю бровку. Во втором своём сезоне Хайнце окончательно переквалифицировался в защитника. За ПСВ он провёл 12 лет, выиграв 6 чемпионатов страны, три Кубка Нидерландов и Кубок европейских чемпионов. С приходом Ада де Моса, не желавшего видеть датчанина в составе, на пост тренера ПСВ, Хайнце был вынужден покинуть команду.
Хайнце уехал в Германию, перейдя в «Байер» из Юрдингена, с которым в 1996 году он вылетел из Бундеслиги. После этого он перешёл в леверкузенский «Байер 04», где провёл 3 сезона. В 1999 году Хайнце вернулся в ПСВ и завершил там карьеру в 2003 году, выступая до этого периода вместе с Вилфредом Баума в центре обороны команды.

### Международная
В составе сборной Дании Хайнце дебютировал 29 апреля 1987 года в матче последнего тура отборочного турнира к чемпионату Европы с Финляндией. Также Хайнце сыграл все игры в финальном турнире соревнования, в котором Дания проиграла 3 игры из трёх. Заключительный матч отборочного турнира к чемпионату Европы 1992 с Югославией Хайнце пропустил из-за того, что главный тренер датчан Рихард Мёллер-Нильсен сообщил ему, что не поставит его в стартовый состав, после чего Хайнце покинул расположение сборной и вернулся в ПСВ. За свой поступок, по решению Нильсена, Хайнце был удалён из состава национальной команды на год. В 1992 году, когда его дисквалификация кончилась, он должен был поехать на финальные игры чемпионата Европы, но пропустил их из-за травмы. Без него Дания выиграла европейское первенство и стала сильнейшей командой на континенте. После турнира Хайнце провёл ещё 4 матча за сборную, после чего в его международных выступления был перерыв.
В 1996 году Хайнце вновь был вызван «под знамёна» сборной Дании. Он выступал на чемпионате мира 1998 и чемпионате Европы 2000, где в отборочном турнире, в игре с Беларусью, он забил мяч прямым ударом с углового. После ухода из сборной Петера Шмейхеля, Хайнце стал капитаном команды. Он выводил сборную на матчи чемпионате мира 2002. На этом турнире Хайнце заболел и страдал высокой температурой. Он был заменён во второй игре своей команды и оставшиеся игры смотрел со скамейки запасных.

## Статистика

### Матчи Хайнце за сборную Дании
| Матчи Хайнце за сборную Дании | Матчи Хайнце за сборную Дании | Матчи Хайнце за сборную Дании | Матчи Хайнце за сборную Дании | Матчи Хайнце за сборную Дании | Матчи Хайнце за сборную Дании                                   |
| ----------------------------- | ----------------------------- | ----------------------------- | ----------------------------- | ----------------------------- | --------------------------------------------------------------- |
| №                             | Дата                          | Соперник                      | Счёт                          | Голы Хайнце                   | Соревнование                                                    |
| 1                             | 29 апреля 1987                | Финляндия                     | 1:0                           | —                             | Чемпионат Европы 1988 (отбор)                                   |
| 2                             | 23 сентября 1987              | ФРГ                           | 0:1                           | —                             | Товарищеский матч                                               |
| 3                             | 14 октября 1987               | Уэльс                         | 1:0                           | —                             | Чемпионат Европы 1988 (отбор)                                   |
| 4                             | 27 апреля 1988                | Австрия                       | 0:1                           | —                             | Товарищеский матч                                               |
| 5                             | 1 июня 1988                   | Чехословакия                  | 0:1                           | —                             | Товарищеский матч                                               |
| 6                             | 5 июня 1988                   | Бельгия                       | 3:1                           | —                             | Товарищеский матч                                               |
| 7                             | 11 июня 1988                  | Испания                       | 2:3                           | —                             | Чемпионат Европы 1988                                           |
| 8                             | 14 июня 1988                  | ФРГ                           | 0:2                           | —                             | Чемпионат Европы 1988                                           |
| 9                             | 17 июня 1988                  | Италия                        | 0:2                           | —                             | Чемпионат Европы 1988                                           |
| 10                            | 14 сентября 1988              | Англия                        | 0:1                           | —                             | Товарищеский матч                                               |
| 11                            | 28 сентября 1988              | Исландия                      | 1:0                           | —                             | Товарищеский матч                                               |
| 12                            | 19 октября 1988               | Греция                        | 1:1                           | —                             | Чемпионат мира 1990 (отбор)                                     |
| 13                            | 2 ноября 1988                 | Болгария                      | 1:1                           | —                             | Чемпионат мира 1990 (отбор)                                     |
| 14                            | 22 февраля 1989               | Италия                        | 0:1                           | —                             | Товарищеский матч                                               |
| 15                            | 26 апреля 1989                | Болгария                      | 2:0                           | —                             | Чемпионат мира 1990 (отбор)                                     |
| 16                            | 14 июня 1989                  | Швеция                        | 6:0                           | —                             | Товарищеский матч                                               |
| 17                            | 18 июня 1989                  | Бразилия                      | 4:0                           | —                             | Товарищеский матч                                               |
| 18                            | 6 сентября 1989               | Нидерланды                    | 2:2                           | 1                             | Товарищеский матч                                               |
| 19                            | 11 октября 1989               | Румыния                       | 3:0                           | —                             | Чемпионат мира 1990 (отбор)                                     |
| 20                            | 5 сентября 1990               | Швеция                        | 1:0                           | —                             | Товарищеский матч                                               |
| 21                            | 10 октября 1990               | Фарерские острова             | 4:1                           | —                             | Чемпионат Европы 1992 (отбор)                                   |
| 22                            | 17 октября 1990               | Северная Ирландия             | 1:1                           | —                             | Чемпионат Европы 1992 (отбор)                                   |
| 23                            | 14 ноября 1990                | Югославия                     | 0:2                           | —                             | Чемпионат Европы 1992 (отбор)                                   |
| 24                            | 9 апреля 1991                 | Болгария                      | 1:1                           | —                             | Товарищеский матч                                               |
| 25                            | 26 августа 1992               | Латвия                        | 0:0                           | —                             | Чемпионат мира 1994 (отбор)                                     |
| 26                            | 9 сентября 1992               | Германия                      | 1:2                           | —                             | Товарищеский матч                                               |
| 27                            | 14 октября 1992               | Ирландия                      | 0:0                           | —                             | Чемпионат мира 1994 (отбор)                                     |
| 28                            | 18 ноября 1992                | Северная Ирландия             | 1:0                           | —                             | Чемпионат мира 1994 (отбор)                                     |
| 29                            | 9 ноября 1996                 | Франция                       | 1:0                           | —                             | Товарищеский матч                                               |
| 30                            | 29 марта 1997                 | Хорватия                      | 1:1                           | —                             | Чемпионат мира 1998 (отбор)                                     |
| 31                            | 30 апреля 1997                | Словения                      | 4:0                           | —                             | Чемпионат мира 1998 (отбор)                                     |
| 32                            | 8 июня 1997                   | Босния и Герцеговина          | 2:0                           | —                             | Чемпионат мира 1998 (отбор)                                     |
| 33                            | 20 августа 1997               | Босния и Герцеговина          | 0:3                           | —                             | Чемпионат мира 1998 (отбор)                                     |
| 34                            | 10 сентября 1997              | Хорватия                      | 3:1                           | —                             | Чемпионат мира 1998 (отбор)                                     |
| 35                            | 11 октября 1997               | Греция                        | 0:0                           | —                             | Чемпионат мира 1998 (отбор)                                     |
| 36                            | 25 марта 1998                 | Шотландия                     | 1:0                           | —                             | Товарищеский матч                                               |
| 37                            | 22 апреля 1998                | Норвегия                      | 0:2                           | —                             | Товарищеский матч                                               |
| 38                            | 28 мая 1998                   | Швеция                        | 0:3                           | —                             | Товарищеский матч                                               |
| 39                            | 5 июня 1998                   | Камерун                       | 1:2                           | —                             | Товарищеский матч                                               |
| 40                            | 12 июня 1998                  | Саудовская Аравия             | 1:0                           | —                             | Чемпионат мира 1998                                             |
| 41                            | 18 июня 1998                  | ЮАР                           | 1:1                           | —                             | Чемпионат мира 1998                                             |
| 42                            | 24 июня 1998                  | Франция                       | 1:2                           | —                             | Чемпионат мира 1998                                             |
| 43                            | 28 июня 1998                  | Нигерия                       | 4:1                           | —                             | Чемпионат мира 1998                                             |
| 44                            | 3 июля 1998                   | Бразилия                      | 2:3                           | —                             | Чемпионат мира 1998                                             |
| 45                            | 19 августа 1998               | Чехия                         | 0:1                           | —                             | Товарищеский матч                                               |
| 46                            | 5 сентября 1998               | Беларусь                      | 0:0                           | —                             | Чемпионат Европы 2000 (отбор)                                   |
| 47                            | 10 октября 1998               | Уэльс                         | 1:2                           | —                             | Чемпионат Европы 2000 (отбор)                                   |
| 48                            | 14 октября 1998               | Швейцария                     | 1:1                           | —                             | Чемпионат Европы 2000 (отбор)                                   |
| 49                            | 10 февраля 1999               | Хорватия                      | 1:0                           | —                             | Товарищеский матч                                               |
| 50                            | 27 марта 1999                 | Италия                        | 1:2                           | —                             | Чемпионат Европы 2000 (отбор)                                   |
| 51                            | 28 апреля 1999                | ЮАР                           | 1:1                           | —                             | Товарищеский матч                                               |
| 52                            | 5 июня 1999                   | Беларусь                      | 1:0                           | 1                             | Чемпионат Европы 2000 (отбор)                                   |
| 53                            | 9 июня 1999                   | Уэльс                         | 2:0                           | —                             | Чемпионат Европы 2000 (отбор)                                   |
| 54                            | 18 августа 1999               | Нидерланды                    | 0:0                           | —                             | Товарищеский матч                                               |
| 55                            | 4 сентября 1999               | Швейцария                     | 2:1                           | —                             | Чемпионат Европы 2000 (отбор)                                   |
| 56                            | 8 сентября 1999               | Италия                        | 3:2                           | —                             | Чемпионат Европы 2000 (отбор)                                   |
| 57                            | 10 октября 1999               | Иран                          | 0:0                           | —                             | Товарищеский матч                                               |
| 58                            | 13 ноября 1999                | Израиль                       | 5:0                           | —                             | Чемпионат Европы 2000 (отбор)                                   |
| 59                            | 17 ноября 1999                | Израиль                       | 3:0                           | —                             | Чемпионат Европы 2000 (отбор)                                   |
| 60                            | 29 марта 2000                 | Португалия                    | 1:2                           | —                             | Товарищеский матч                                               |
| 61                            | 26 апреля 2000                | Швеция                        | 0:1                           | —                             | Товарищеский матч                                               |
| 62                            | 3 июня 2000                   | Бельгия                       | 2:2                           | —                             | Товарищеский матч                                               |
| 63                            | 11 июня 2000                  | Франция                       | 0:3                           | —                             | Чемпионат Европы 2000                                           |
| 64                            | 16 июня 2000                  | Нидерланды                    | 0:3                           | —                             | Чемпионат Европы 2000                                           |
| 65                            | 21 июня 2000                  | Чехия                         | 0:2                           | —                             | Чемпионат Европы 2000                                           |
| 66                            | 16 августа 2000               | Фарерские острова             | 2:0                           | —                             | Чемпионат Северной Европы 2000—2001                             |
| 67                            | 2 сентября 2000               | Исландия                      | 2:1                           | —                             | Чемпионат мира 2002 (отбор) Чемпионат Северной Европы 2000—2001 |
| 68                            | 7 октября 2000                | Северная Ирландия             | 1:1                           | —                             | Чемпионат мира 2002 (отбор)                                     |
| 69                            | 11 октября 2000               | Болгария                      | 1:1                           | —                             | Чемпионат мира 2002 (отбор)                                     |
| 70                            | 15 ноября 2000                | Германия                      | 2:1                           | —                             | Товарищеский матч                                               |
| 71                            | 24 марта 2001                 | Мальта                        | 5:0                           | 1                             | Чемпионат мира 2002 (отбор)                                     |
| 72                            | 28 марта 2001                 | Чехия                         | 0:0                           | —                             | Чемпионат мира 2002 (отбор)                                     |
| 73                            | 25 апреля 2001                | Словения                      | 3:0                           | —                             | Товарищеский матч                                               |
| 74                            | 2 июня 2001                   | Чехия                         | 2:1                           | —                             | Чемпионат мира 2002 (отбор)                                     |
| 75                            | 6 июня 2001                   | Мальта                        | 2:1                           | —                             | Чемпионат мира 2002 (отбор)                                     |
| 76                            | 15 августа 2001               | Франция                       | 0:1                           | —                             | Товарищеский матч                                               |
| 77                            | 1 сентября 2001               | Северная Ирландия             | 1:1                           | —                             | Чемпионат мира 2002 (отбор)                                     |
| 78                            | 5 сентября 2001               | Болгария                      | 2:0                           | —                             | Чемпионат мира 2002 (отбор)                                     |
| 79                            | 6 октября 2001                | Исландия                      | 6:0                           | —                             | Чемпионат мира 2002 (отбор)                                     |
| 80                            | 10 ноября 2001                | Нидерланды                    | 1:1                           | —                             | Товарищеский матч                                               |
| 81                            | 27 марта 2002                 | Ирландия                      | 0:3                           | —                             | Товарищеский матч                                               |
| 82                            | 17 апреля 2002                | Израиль                       | 3:1                           | 1                             | Товарищеский матч                                               |
| 83                            | 17 мая 2002                   | Камерун                       | 2:1                           | —                             | Товарищеский матч                                               |
| 84                            | 26 мая 2002                   | Тунис                         | 2:1                           | —                             | Товарищеский матч                                               |
| 85                            | 1 июня 2002                   | Уругвай                       | 2:1                           | —                             | Чемпионат мира 2002                                             |
| 86                            | 6 июня 2002                   | Сенегал                       | 1:1                           | —                             | Чемпионат мира 2002                                             |

Итого: 86 матчей / 4 гола; 38 побед, 22 ничьи, 26 поражений.

## Достижения
- Чемпион Нидерландов: 1986, 1987, 1988, 1989, 1991, 1992, 2000, 2001, 2003
- Обладатель Кубка Нидерландов: 1988, 1989, 1990
- Обладатель Кубка европейских чемпионов: 1988
- Обладатель Суперкубка Нидерландов: 2000, 2001